# بينايلوب
بلدية بني لُبّ أو (نقحرة: بينايلوب) (بالإسبانية: Benillup)‏, هي بلدية تقع في مقاطعة لقنت. جنوب شرق إسبانيا. يبلغ عدد سكانها 98 نسمة.